# Festieux
Festieux és un municipi francès situat al departament de l'Aisne i a la regió dels Alts de França. L'any 2007 tenia 536 habitants.

## Demografia

### Població
El 2007 la població de fet de Festieux era de 536 persones. Hi havia 187 famílies de les quals 36 eren unipersonals (16 homes vivint sols i 20 dones vivint soles), 49 parelles sense fills, 90 parelles amb fills i 12 famílies monoparentals amb fills.
La població ha evolucionat segons el següent gràfic:
Habitants censats

### Habitatges
El 2007 hi havia 223 habitatges, 193 eren l'habitatge principal de la família, 12 eren segones residències i 18 estaven desocupats. 216 eren cases i 5 eren apartaments. Dels 193 habitatges principals, 147 estaven ocupats pels seus propietaris, 43 estaven llogats i ocupats pels llogaters i 3 estaven cedits a títol gratuït; 10 tenien dues cambres, 16 en tenien tres, 53 en tenien quatre i 113 en tenien cinc o més. 110 habitatges disposaven pel capbaix d'una plaça de pàrquing. A 83 habitatges hi havia un automòbil i a 93 n'hi havia dos o més.

### Piràmide de població
La piràmide de població per edats i sexe el 2009 era:
| Homes | Edats   | Dones |
| ----- | ------- | ----- |
| 0     | 95 o +  | 0     |
| 0     | 90 a 94 | 0     |
| 0     | 85 a 89 | 8     |
| 0     | 80 a 84 | 4     |
| 8     | 75 a 79 | 12    |
| 12    | 70 a 74 | 16    |
| 4     | 65 a 69 | 12    |
| 8     | 60 a 64 | 4     |
| 4     | 55 a 59 | 12    |
| 4     | 50 a 54 | 4     |
| 24    | 45 a 49 | 8     |
| 28    | 40 a 44 | 20    |
| 12    | 35 a 39 | 28    |
| 20    | 30 a 34 | 20    |
| 12    | 25 a 29 | 16    |
| 12    | 20 a 24 | 8     |
| 16    | 15 a 19 | 20    |
| 16    | 10 a 14 | 16    |
| 36    | 5 a 9   | 12    |
| 24    | 0 a 4   | 24    |

## Economia
El 2007 la població en edat de treballar era de 344 persones, 261 eren actives i 83 eren inactives. De les 261 persones actives 226 estaven ocupades (122 homes i 104 dones) i 35 estaven aturades (8 homes i 27 dones). De les 83 persones inactives 19 estaven jubilades, 37 estaven estudiant i 27 estaven classificades com a «altres inactius».

### Ingressos
El 2009 a Festieux hi havia 209 unitats fiscals que integraven 556 persones, la mediana anual d'ingressos fiscals per persona era de 16.091 €.

### Activitats econòmiques
Dels 17 establiments que hi havia el 2007, 1 era d'una empresa alimentària, 2 d'empreses de fabricació d'altres productes industrials, 5 d'empreses de construcció, 2 d'empreses de comerç i reparació d'automòbils, 2 d'empreses d'hostatgeria i restauració, 2 d'empreses d'informació i comunicació, 1 d'una empresa de serveis, 1 d'una entitat de l'administració pública i 1 d'una empresa classificada com a «altres activitats de serveis».
Dels 7 establiments de servei als particulars que hi havia el 2009, 1 era un taller de reparació d'automòbils i de material agrícola, 2 fusteries, 2 electricistes, 1 empresa de construcció i 1 restaurant.
Dels 2 establiments comercials que hi havia el 2009, 1 era una botiga de més de 120 m² i 1 una botiga de menys de 120 m².
L'any 2000 a Festieux hi havia 3 explotacions agrícoles.

## Equipaments sanitaris i escolars
El 2009 hi havia una escola elemental.

## Poblacions més properes
El següent diagrama mostra les poblacions més properes.